# Гартфорд (Огайо)
Гартфорд (англ. Hartford) — селище (англ. village) в США, в окрузі Лікінґ штату Огайо. Населення — 404 особи (2020).

## Географія
Гартфорд розташований за координатами 40°14′24″ пн. ш. 82°41′19″ зх. д. / 40.24000° пн. ш. 82.68861° зх. д. (40.240096, -82.688556).  За даними Бюро перепису населення США в 2010 році селище мало площу 1,43 км², з яких 1,42 км² — суходіл та 0,01 км² — водойми.

## Демографія
Згідно з переписом 2010 року, у селищі мешкало 397 осіб у 151 домогосподарстві у складі 106 родин. Густота населення становила 277 осіб/км².  Було 161 помешкання (112/км²).
Расовий склад населення:
| - 99,0 % — білих - 0,5 % — азіатів - 0,3 % — чорних або афроамериканців |

До двох чи більше рас належало 0,0 %. Частка іспаномовних становила 1,3 % від усіх жителів.
За віковим діапазоном населення розподілялося таким чином: 26,2 % — особи молодші 18 років, 58,2 % — особи у віці 18—64 років, 15,6 % — особи у віці 65 років та старші. Медіана віку мешканця становила 37,4 року. На 100 осіб жіночої статі у селищі припадало 91,8 чоловіків;  на 100 жінок у віці від 18 років та старших — 90,3 чоловіків також старших 18 років.
Середній дохід на одне домашнє господарство  становив 53 933 долари США (медіана — 45 938), а середній дохід на одну сім'ю — 54 563 долари (медіана — 43 750). За межею бідності перебувало 10,0 % осіб, у тому числі 12,9 % дітей у віці до 18 років та 5,8 % осіб у віці 65 років та старших.
Цивільне працевлаштоване населення становило 145 осіб. Основні галузі зайнятості: освіта, охорона здоров'я та соціальна допомога — 17,9 %, будівництво — 17,2 %, роздрібна торгівля — 14,5 %.